# Assieu
Assieu is een gemeente in het Franse departement Isère (regio Auvergne-Rhône-Alpes). De plaats maakt deel uit van het arrondissement Vienne. Assieu telde op 1 januari 2022 1.722 inwoners.

## Geografie
De oppervlakte van Assieu bedroeg op 1 januari 2022 12,34 vierkante kilometer; de bevolkingsdichtheid was toen 139,5 inwoners per km².

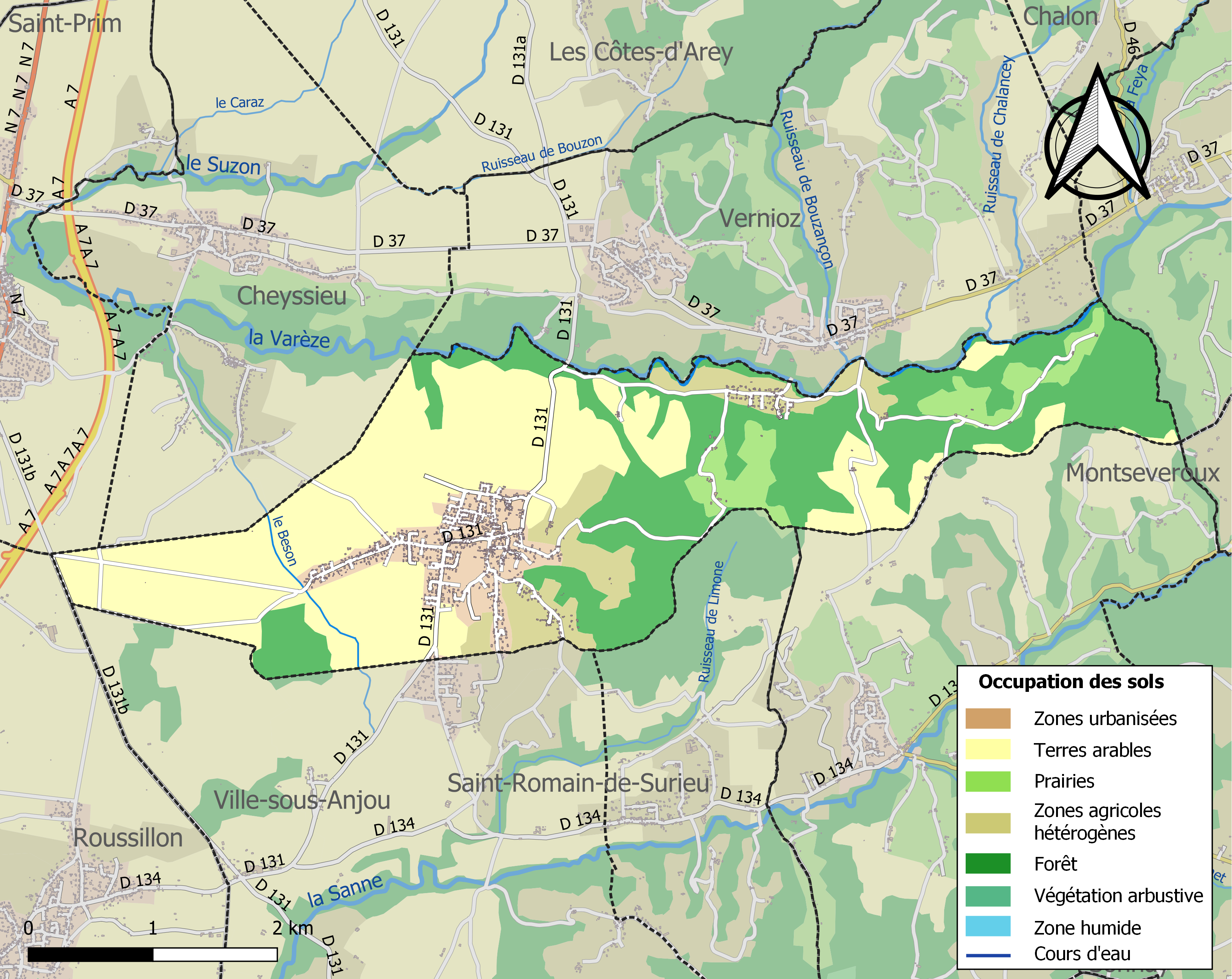
Kaart van de gemeente met de belangrijkste infrastructuur, bodemgebruik en omliggende gemeenten

## Demografie
Onderstaande figuur toont het verloop van het inwonertal (bron: INSEE-tellingen).